# Jorge Ballivián
Jorge Ballivián (Santurce, 1774 - La Paz, 1814) fue un militar español y autoridad colonial que combatió en las Guerras de independencia hispanoamericanas a inicios del siglo XIX.

## Biografía
Jorge Blas Ballivián y Zuazo nació el 3 de febrero de 1774 en Santurce, en la región de Vizcaya en España. Fue hijo de Bernardo Matías Ballivián Higareda y de María Felipa de Zuazo y Mermello. De muy joven fue encargado a su tío Ramón Ballivián quien lo llevó a América en 1786, llegando a establecerse como comerciante en la ciudad de La Paz. 
Para el año 1800 ya gozaba de una acomodada situación y logró concretar un matrimonio muy ventajoso, se casó el 27 de marzo de aquel año con Isidora De Segurola y Roxas. Su padre era el antiguo gobernador de la ciudad Sebastián de Segurola que había combatido contra Túpac Katari y su madre era María Josefa Úrsula de Roxas y Foronda heredera del mayorazgo de Cebollullo en la región de Palca.
Gracias a su matrimonio, Ballivián no solo conseguía emparentar con la élite de la ciudad sino también acceder a una de las haciendas más grandes y lucrativas de la región. La pareja se trasladó a vivir cómodamente en una de las casonas que rodeaban la plaza principal. Para 1804 fue alcalde de la Santa Hermandad y posteriormente se dedicó a administrar la propiedad rural casi por completo.
En 1809 estalla la Revolución de La Paz y Ballivián, al ser español, es sospechoso de colaborar con las autoridades destituidas como el gobernador Tadeo Dávila o el obispo Remigio de la Santa y Ortega. Por esta razón las nuevas autoridades deciden enviar un grupo de soldados al mando de Antonio Lecaros para requisar la hacienda Cebollullo en busca de armas y cañones que se podrían haber escondido en ese lugar, pero no se encuentra nada incriminatorio. Ballivián decidió permanecer en el campo junto a su familia hasta que la revolución fue derrotada por José Manuel de Goyeneche quien se encargó de apresar y enjuiciar a los rebeldes. En este punto Ballivián regresó a la ciudad y trató de interceder por la vida de Mariano Graneros quien lo había ayudado durante la requisa a su propiedad, pero no logró que se le quite la pena de muerte.
En junio de 1810 Ballivián aceptó firmar la carta de adhesión a la Junta de Buenos Aires, pero meses después decide abandonar la ciudad y se une al ejército realista. Combate en la Batalla de Huaqui a las órdenes de Goyeneche en 1811, después es enviado a La Paz a las órdenes de Joaquín Revuelta y lucha por defender la ciudad en el Asedio de La Paz. Una vez liberada la ciudad se dirige con su familia a la ciudad de Oruro donde se encuentra con su nueva división y ponen rumbo a Cochabamba, en este camino son atacados por un grupo de indígenas cerca de Sacaca. La esposa de Ballivián ayudó a los heridos una vez terminado el combate. En 1813 siguió al ejército de Joaquín de la Pezuela y participó en la Batalla de Vilcapugio, donde se le da el rango de coronel, y luego en la Batalla de Ayohuma, en ambas salió victorioso el bando realista.
Para 1814 se encontraba en su hacienda de Cebollullo, había pedido una licencia temporal para atender administrar sus propiedades pero su descanso fue interrumpido por un mensaje del gobernador de La Paz el marqués de Valdehoyos. La Rebelión del Cuzco había tomado Desaguadero y se dirigía a la ciudad, Ballivián llegó a La Paz y tomó parte del consejo de guerra que determinó defender sus posiciones hasta la llegada de refuerzos desde Oruro. Los defensores de la ciudad combatieron valientemente pero fueron derrotados al ser traicionados por la misma gente que se encontraba dentro de las murallas y apoyaba la rebelión. Ballivián se refugió en la catedral junto con el gobernador Valdehoyos y otros coroneles como Joaquín Revuelta y Protasio Armentia, todos fueron sacados de ahí y arrestados en la casa de gobierno el 24 de septiembre. El día 28 sucedió el incendio de pólvora en el cuartel, lo que provocó que el edificio explotara con varios revolucionarios dentro, los cuzqueños acusaron a los realistas de haber planeado este suceso y atacaron a los prisioneros, Jorge Ballivián murió acuchillado por esta turba y su cadáver fue arrastrado al cementerio de Poto Poto.
Isidora de Segurola se decidió a vengar la muerte de su esposo en 1816 cuando llegó Mariano Ricafort para enjuiciar a los rebeldes que participaron de esta matanza, ella se encargó de alojar a Ricafort en su casa y éste la convenció de enlistar a su hijo José Ballivián. 
Isidora Segurola fue conocida por su fuerte carácter que la llevó a ser el centro de atención de la alta sociedad por los diversos escándalos en los que se vio envuelta. El 13 de octubre de 1820, volvió a casarse. El esposo sería Francisco Arrea y Nieto, oriundo de Moquegua, tuvieron dos hijas de nombres Petrona, en 1822, y Manuela. Petrona llegaría a casarse con el militar argentino Wenceslao Paunero . Francisco Arsea se encontraba en la línea de sucesión al Condado de Alastaya y sus vastas propiedades como hijo de Eustaquia Nieto, hija del segundo conde Antonio Nieto y Roa, por tanto era el descendiente varón más cercano. Sin embargo la justicia peruana consideró que al tratarse de un mayorazgo las propiedades no podían excluir a las mujeres y Francisco quedó relegado detrás de sus tías María Gregoria, María Clara y sus respectivas hijas.     
Al ver que la herencia de Moquegua se desvanecía, en 1838 Isidora reclamó la herencia de su abuelo Ramón de Roxas y Orueta afirmando que al igual que heredó la hacienda Cebollullo por mayorazgo también le correspondía heredar la fortuna que llegaba a 60.000 pesos. La viuda María Gregoria Nieto, condesa de Alastaya, afirmaba que solo a ella le correspondía heredar la fortuna de su difunto esposo y contrató al abogado Manuel Bustillos para que la represente. El escándalo surgió cuando Isidora hizo pública la relación amorosa de María Gregoria  con José María Landavere, ambos habían sido amantes entre 1782 y 1796 e incluso llegaron a tener una hija. La condesa aceptó que mantuvo una relación extramatrimonial, pero también hizo público el acuerdo al que había llegado con su difunto esposo, volvió a vivir con él en 1796 a cambio de recibir los 60.000 pesos a la muerte de éste. El juicio duró dos años y para 1841 el hijo de Isidora, José Ballivián, llegó a la presidencia; su madre trató de convencerlo para que influyese en los tribunales a su favor pero éste se negó a interferir. La justicia boliviana falló, finalmente, que los 60.000 pesos le correspondían a la condesa María Gregoria Nieto tal como su difunto esposo había establecido en su testamento, pues no se encontró evidencia de que este dinero estuviese ligado al mayorazgo. Cuando la noticia se supo en la ciudad de La Paz, corrió el rumor de que Isidora visitó a su hijo en el palacio de gobierno, primero visitó la cocina de donde obtuvo un mimbre quemado, luego pasó al despacho del presidente y allí azotó a su hijo tres veces en la espalda, dejando su uniforme manchado, finalmente le arrojó los documentos del juicio a la cara y durante mucho tiempo dejó de visitarlo. El abogado de la condesa, Manuel Bustillos, tuvo que refugiarse en el Perú por algunos años ante el temor de alguna represalia.
En diciembre de 1847, José Ballivián enfrentaba varias rebeliones en contra de su gobierno. Isidora estuvo al lado de su hijo y lo animó a luchar contra las fuerzas militares que se acercaban a la ciudad, también influyó en su otro hijo el general Mariano Ballivián para que tenga listo un destacamento que apoye a su hermano en la batalla. Ante estas actuaciones, la sociedad murmuraba que Isidora había anunciado "con los cráneos de esa chusma haré empedrar las calles de la ciudad". Las fuerzas reunidas no lograron ser suficientes para detener la rebelión, el presidente Ballivián huyó de la ciudad mientras que su madre se retiró a su hacienda de Cebollullo justo antes de que su casa en la plaza principal fuese asaltada e incendiada. Mariano Ballivián logró restablecer el orden en las calles, pero su hermano ya había perdido el gobierno.
El mismo año de 1847 Isidora Segurola quedó viuda por segunda vez, quedó como testamentaria de su difunto esposo y fue la encargada de administrar los 22.990 pesos que dejaba Francisco Arrea. En el testamento, el difunto reconocía haber tenido una hija ilegítima de nombre Francisca a la que le otorga su apellido. La situación hereditaria parecía tranquila hasta que en 1861 Francisca Arrea hace un reclamo ante la justicia. Según los documentos de la época, Francisca declaraba ser costurera, en condiciones de pobreza y reclamaba la suma de 2.000 pesos que su padre le habría dejado como herencia. La justicia falló en varias ocasiones, primero negó el dinero a Francisca y solo le reconoció una pensión alimenticia como hija natural del difunto, posteriormente se determinó que Isidora Segurola no cumplió con la ley pues su deber como testamentaria debía ser el de dividir los bienes de su difunto esposo y repartirlos entre sus herederos, por esta razón se dictaminó que luego de la repartición de bienes entre las hijas legítimas de Francisco Arrea se debía hacer una compensación a Francisca sobre una quinta parte de la fortuna de su padre y tomando en cuenta todos los años que habían transcurrido, de esta manera aumentaba su pensión alimenticia.
Tras este último escándalo Isidora decidió dejar la ciudad y se retiró a la hacienda de Cebollullo donde falleció el 22 de junio de 1866, dejó la propiedad a su hijo Mariano.

## Descendencia
Jorge Ballivián e Isadora de Segurola tuvieron 12 hijos:
- María Juana Josefa, nacida en 1801. Se casó con su tío Manuel Ballivián de los Barrios. Siendo la primogénita le correspondía heredar la hacienda Cebollullo por mayorazgo pero falleció antes que su madre. Su hijo Vicente tuvo que recurrir a la justicia para reclamar la hacienda que estaba en posesión de su tío Mariano.[9]
- María de la Paz, nacida en 1803. Se casó con José Iriondo Pinedo, nieto de la última Marquesa de Haro.
- José Ballivián, fue presidente de la República de Bolivia entre 1841 y 1847. El hijo de éste, Adolfo Ballivián, también fue presidente en 1874.
- José Luis Agustín, nacido en 1806. Murió en la infancia.
- José Telésforo, nacido en 1808. Murió en la infancia.
- Juan José Francisco, nacido en 1809. Murió en la infancia.
- Joaquín, nacido en 1810. Murió en la infancia.
- José Manuel Isidoro, nacido en 1811. Murió en la infancia.
- Mariano Ballivián, nacido en 1812. Fue un destacado militar y uno de los primeros generales de Bolivia. Se casó con Petrona Guerra Bustamante, hija del coronel español José Guerra Olazo. Peleó por heredar la hacienda Cebollullo pero perdió ante la justicia.
- María Juana Josefa, nacida en 1813. Murió en la infancia.
- José Vicente Ballivián, nacido en enero de 1814. Se casó con la arequipeña Josefa Balvina James y Errea.
- María Josefa Paola, nacida en 1815. Murió en la infancia.